# Jean-Paul Eale Lutula
Jean-Paul Eale Lutula (Kinshasa, 4 ottobre 1984) è un calciatore ruandese, attaccante dell'FFF Brussels.

## Carriera

### Nazionale
Nel 2009 ha giocato 3 partite nella nazionale ruandese.

## Palmarès

### Club

#### Competizioni nazionali
- Campionato congolese: 2

Saint Éloi Lupopo: 2002
Motema Pembe: 2006